# Sicredi
Le Sicredi est un système de "coopérativime du crédit" brésilien qui regroupait 130 coopératives de crédit simple en décembre 2005.
La coopérative de crédit simple la plus ancienne de ce système fut créée en 1902 dans la municipalité de Nova Petrópolis, dans l'État du Rio Grande do Sul, par le Père missionnaire jésuite Theodor Amstad.
En décembre 2005, le système comptait 959 531 coopérateurs, étant actif dans dix États du pays, Goiás, Mato Grosso, Mato Grosso do Sul, Pará, Paraná, Rondônia, Rio Grande do Sul, Santa Catarina, São Paulo et Tocantins, avec plus de 1 000 agences.
À l'origine, les adhérents du Sicredi étaient des agriculteurs aux revenus moyens, mais cela changea en 2003 quand les coopératives urbaines de libre admission furent autorisées par la Banque Centrale du Brésil. Le Sicredi, dès lors, toucha les milieux urbains. 
Le réseau Sicredi possède une structure organisée en trois niveaux. Les coopératives financières se placent au niveau de base, les Coopératives Centrales au second niveau et la Confédération, la Banque Coopérative et quatre institutions auxiliaires au troisième niveau, dont une unité informatique, la Redesys, qui permet de limiter les coûts d'échelle, d'améliorer la qualité de la société et sa compétitivité.

## Structure

### Les coopératives centrales
Les cinq Centrales assurent la coordination et la supervision des activités des coopératives, tout particulièrement le contrôle et le développement institutionnel. Leurs responsabilités fondamentales incluent la gestion des ressources humaines, le suivi de la performance, le marketing, l’évaluation des propositions techniques par le Comité Technique Consultatif, la communication et la représentation des coopératives au niveau du pays. Les Centrales possèdent des Unités Régionales chargées de la supervision de deux coopératives en moyenne.
Une seule coopérative est responsable d’un minimum de deux municipalités, mais généralement beaucoup plus dans les zones rurales.

### La confédération
La Confédération est responsable de l’élaboration des politiques propre à la société par la représentation du Sicredi aussi bien à l’intérieur qu’à l’extérieur du pays. Elle s'occupe de la gestion des ressources humaines, des audits, des technologies d’information, de la comptabilité et des fiches de paie, en plus de la plupart des services administratifs de tout le réseau.

### La banque et les autres institutions
La banque a été créée en 1996 pour simplifier l’accès de la Sicredi aux marchés financiers et aux lignes de crédit, mais aussi pour administrer les ressources financières du réseau. La banque est contrôlée par les Centrales, lesquelles représentent 52 % de l'actionnariat avec droit de vote, quand  les coopératives n'en sont que 48 %, sans représentation de vote.
La Banque est responsable de la supervision de la planification financière du réseau, d'établir les politiques de marketing et de communication du réseau, de définir les politiques du crédit, les paramètres de la gestion financière, d'accéder aux lignes de crédit du gouvernement et d’autres
banques et de négocier les contrats avec les entités du gouvernement et des entreprises privées du service public.
Il y a quatre institutions auxiliaires : 
- Gestion des cartes de crédit (BC Card) ;
- Gestion des assurances ;
- Gestion des consortiums ;
- Redesys.